# スーパーモンキーボール
『スーパーモンキーボール』は、アミューズメントヴィジョンが開発し、セガより2001年9月14日に発売されたニンテンドー ゲームキューブ用ゲームソフト。同ハードのローンチタイトルの一つであり、またその中で唯一のサードパーティー製ソフトである。
本作の元となったのはアーケード版『モンキーボール』である。続編や移植作としては『スーパーモンキーボール2』、PlayStation 2用の『スーパーモンキーボール デラックス』、ニンテンドーDS用の『スーパーモンキーボールDS』、Wii用の『スーパーモンキーボール ウキウキパーティー大集合』、『スーパーモンキーボール アスレチック』が発売されている。また、iアプリ等の携帯電話用アプリ・iPhone／iPod touch用アプリケーションも配信されている。2011年3月3日には、ニンテンドー3DS用の『スーパーモンキーボール3D』が発売された。

## 概要
メインゲームはコントローラのスティックを倒しフィールドを傾けることでボールを動かし、ゴールを目指していくもの。初級、中級、上級と実力ごとにステージが用意されている。また、EXTRAステージ、MASTERステージが隠されており、特定の条件を満たすことでプレイすることができる。
パーティーゲームではモンキーレース、モンキーファイト、モンキーターゲットの3つのゲームがあり最大4人までプレイできる。
ミニゲームではボウリングやパターゴルフ、ビリヤードなどがプレイでき、ゲームポイントを溜めるとさらに新しいゲームが追加される。

## モンキーボールシリーズ
家庭用ではタイトルにスーパーが付き、公式では『スーパーモンキーボールシリーズ』と紹介される。
- 『モンキーボール』（2001年、アーケード）
- 『スーパーモンキーボール』（2001年9月14日、ニンテンドー ゲームキューブ）
- 『スーパーモンキーボール2』（2002年11月21日（お買い得版：2004年3月18日）、ニンテンドーゲームキューブ）
- 『スーパーモンキーボール デラックス』（2005年3月24日、PlayStation 2・Xbox）
- 『スーパーモンキーボールDS』（2005年12月1日（お買い得版：2008年8月21日）、ニンテンドーDS）
- 『スーパーモンキーボール ウキウキパーティー大集合』（2006年12月2日、Wii）
- 『スーパーモンキーボール アスレチック』（2010年2月25日、Wii）
- 『スーパーモンキーボール3D』（2011年3月3日、ニンテンドー3DS）
- 『スーパーモンキーボール 特盛あそビ〜タ!』（2012年6月14日、PlayStation Vita）
- 『たべごろ!スーパーモンキーボール』（2019年10月31日、PlayStation 4・Nintendo Switch・Xbox One・Windows）
- 『たべごろ!スーパーモンキーボール 1&2リメイク』（2021年10月7日、PlayStation 5・PlayStation 4・Nintendo Switch・Windows）
- 『スーパーモンキーボール バナナランブル』（2024年6月25日、Nintendo Switch）

## 登場キャラクター
アイアイ、ミーミー、ベイビー、ゴンゴン、の4キャラから選択が可能だが、性能はどれを選んでも変わらない。ただし身体の大きさは異なり、ベイビーだと足元が見やすく、ゴンゴンだと逆に見にくくなる。
『スーパーモンキーボール ウキウキパーティー大集合』からデザインが現在のイメージに変わった。
キャラクターの詳しい特徴はモンキーボールのキャラクターの項を参照。
後に『スーパーモンキーボール ウキウキパーティー大集合』からヤンヤン、ドクター、『スーパーモンキーボール アスレチック』からジャム、『スーパーモンキーボール3D』からジェットが登場。
他にも敵キャラクターとして『スーパーモンキーボール2』に登場したマッドヒヒ博士などがいる。
“スーパーモンキーボール | ニンテンドーゲームキューブ | 家庭用ゲーム | セガ 製品情報”. 2015年5月1日閲覧。”

## 関連作品
『サムライ&ドラゴンズ』（2012年、PS Vitaオンライン専用）
アイアイとミーミーが登場。
『ソニック&オールスターレーシング トランスフォームド』（2014年、PlayStation 3・Wii U）
アイアイとミーミーがレースに参戦する。『ソニックシリーズ』のソニック・ザ・ヘッジホッグを始め、多くのセガのゲームキャラクターと共演する。
『龍が如く0 誓いの場所』
関連ソフトの『龍が如く0 基本無料アプリ for PlayStation Vita』にてダウンロードコンテンツを購入すると「スーパーモンキーボール スペシャル」がプレイ可能になる。